# Lyophyllin
Lyophyllin ist organisch chemische Verbindung aus der Gruppe der Azoxyverbindungen. Sie kommt natürlich in einigen Pilzen vor.

## Vorkommen

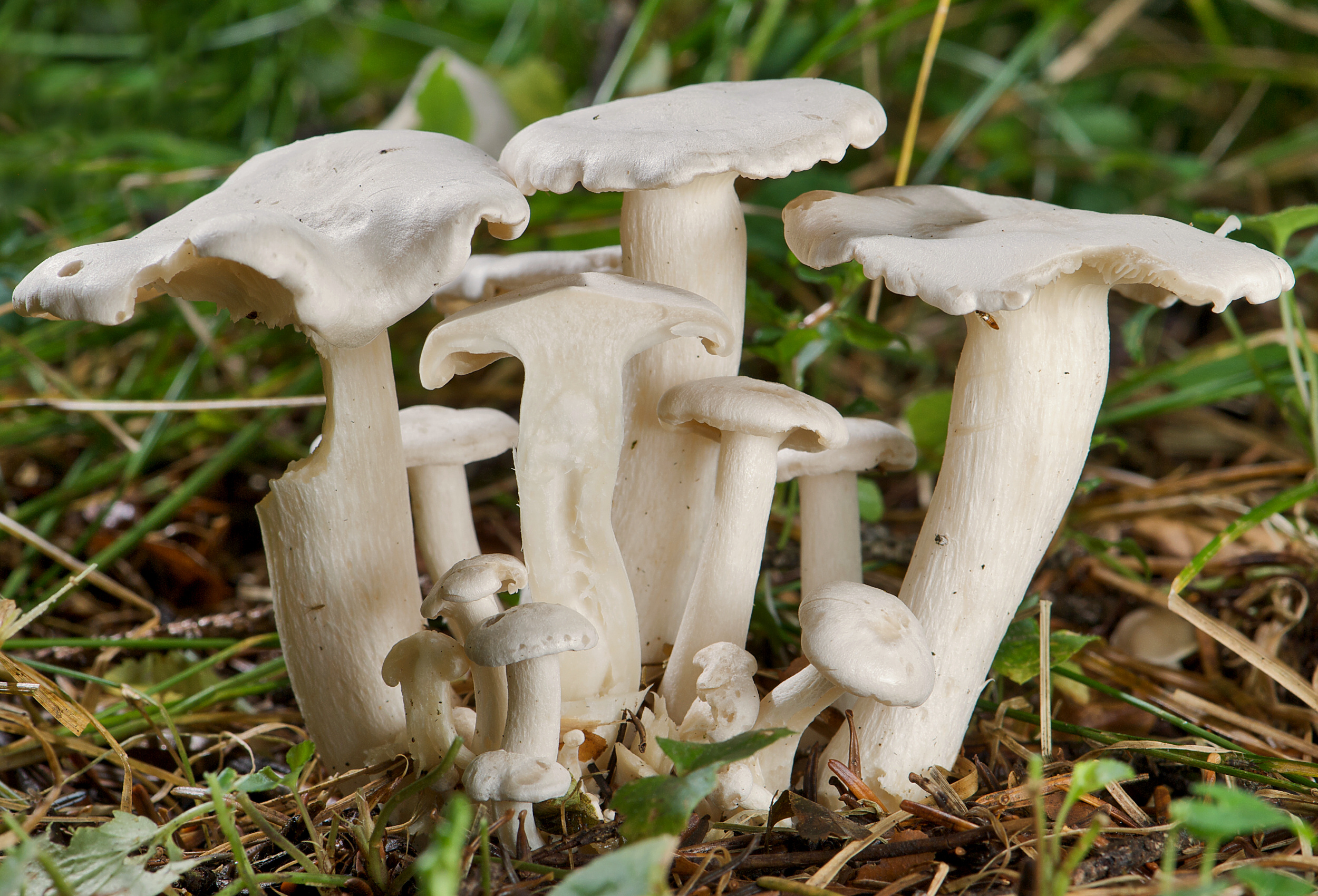
Weißer Büschelrasling

Lyophyllin kommt im Weißen Büschelrasling (Lyophyllum connatum) vor. Auch in Lyophyllum shimeji aus der gleichen Gattung kommt es vor.